# Schweipolt Fiol

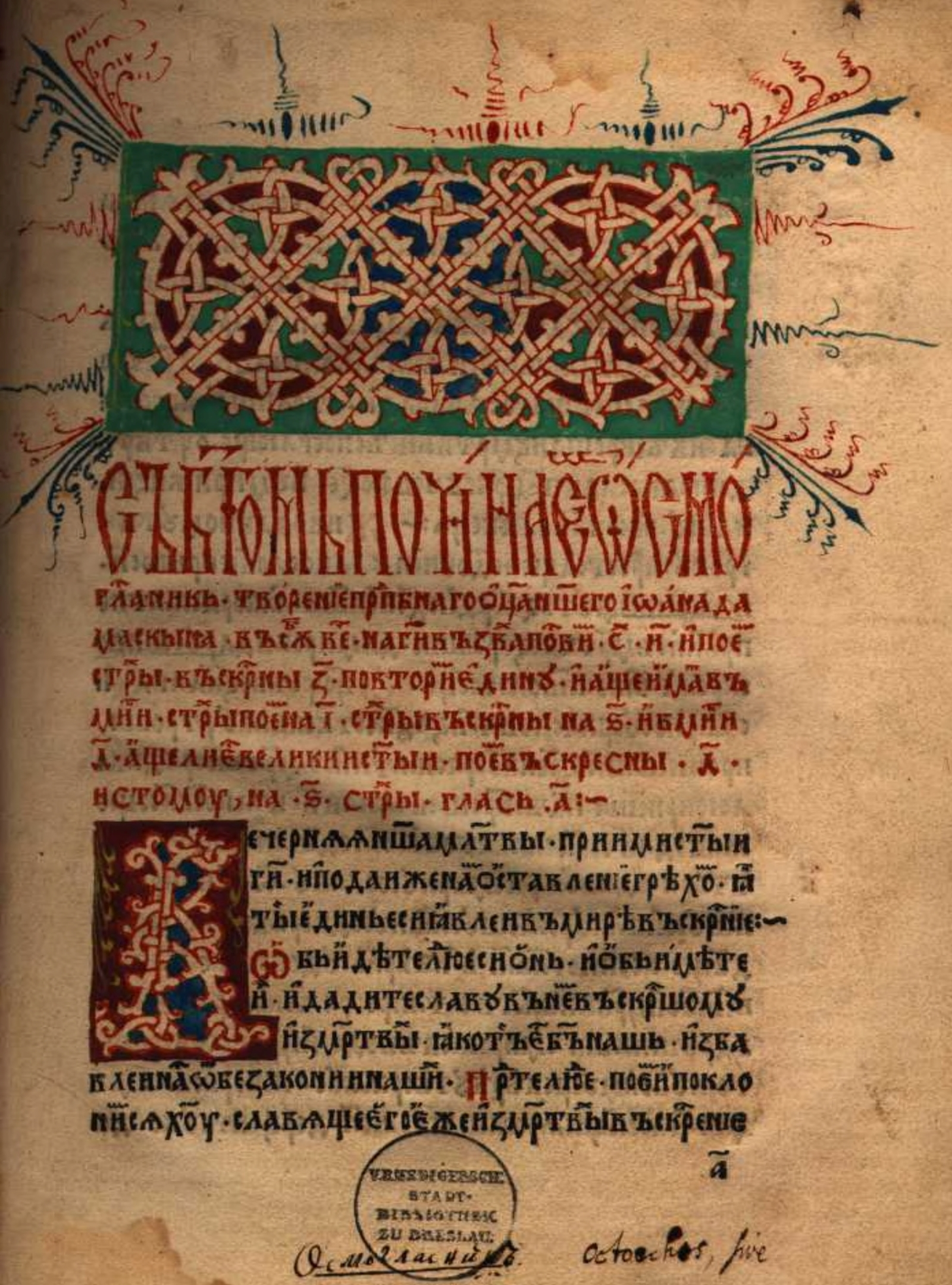
Schweipolt Fiols Oktoechos

Schweipolt Fiol, född omkring 1460, död 1525 eller 1526, var en tysk boktryckare verksam i Kraków. Schweipolt Fiol utgav de första böckerna tryckta med kyrilliska typer. Minst fyra kyrkoslaviska inkunabler tryckta av Fiol finns bevarade: Oktoich (Oktoechos), 1491; Časoslov (Horologion), 1491; Postnaja Triod (Fastetriodion), c:a 1493; Cvetnaja Triod (Blomstertriodion) c:a 1493.